# Wojciech Gąsienica-Byrcyn
Wojciech Gąsienica-Byrcyn (ur. 30 maja 1948 w Zakopanem) – leśnik, przewodnik tatrzański, ratownik TOPR, w latach 1990–2001 dyrektor Tatrzańskiego Parku Narodowego, autor prac naukowych i popularnonaukowych na temat Tatr. W 1996 – za bezkompromisowość w obronie przyrody tatrzańskiej i ukochanie Tatr – otrzymał od „Pracowni na rzecz Wszystkich Istot” tytuł Dobrodzieja Przyrody.